# Gamera vs. Gyaos
Gamera vs. Gyaos (大怪獣空中戦 ガメラ対ギャオス Daikaijū kūchūsen: Gamera tai Gyaosu, Giant Monster Midair Battle: Gamera Versus Gyaos, udgivet i USA som Return of the Giant Monsters) er en Kaiju-film fra 1967, instrueret af Noriaki Yuasa og skrevet af Nisan Takahashi. Det er den første Gamera-film med Kaiju-figuren Gyaos, som senere ville blive Gamera's mest populære rival, og kom til at vende tilbage i Gamera: Guardian of the Universe, Gamera 3: The Revenge of Iris og Gamera the Brave.